# DV (tidning)
DV (tidigare kallad Dagblaðið Vísir) är en isländsk tidning som publiceras av medieföretaget 365 prentmiðlar. Tidningen har idag[när?] tabloidformat.